# Euphorbia hebecarpa
Euphorbia hebecarpa är en törelväxtart som beskrevs av Pierre Edmond Boissier. Euphorbia hebecarpa ingår i släktet törlar, och familjen törelväxter. Inga underarter finns listade i Catalogue of Life.